# Автомагістраль A1 (Намібія)
Автомагістраль A1 — національне шосе в Намібії. В довжину  ділянка дороги між Віндгуком і Окаханджа складає 76 кілометрів є єдиною дорогою категорії А в Намібії і має стандарти автомагістралі по всій своїй довжині. Виникла в 2017 році, коли ділянки автостради B1 були перейменовані в A1 відповідно до нових стандартів Управління доріг Намібії. Повністю A1 є частиною Транскалахаріського коридору, а разом з B1 також є частиною шосе Триполі-Кейптаун.

## Маршрут
На своєму південному кінці автомагістраль A1 переходить від B1 у районі Хохланд-Парк у Віндгуку, на розв’язці з B6 до центру міста, міжнародного аеропорту Хосеа Кутако та Гобабіса, а також дороги C28 до Свакопмунда. Маршрут проходить по Західній об’їзній дорозі, побудованій у 1970-х роках. Потім пролягає на північ від Віндгука на ділянках автостради, побудованих у 2010-х роках, через район Елізенхайм, Бракватер і Тойфельсбах до Осони. Відстань від Hochland Park до Osona становить 53 кілометри.
Зараз автомагістраль закінчується в Осоні, а позначення дороги повертається до B1. Будівництво завершального 21 кілометра до Окаханджа триває і планується завершити до 2022 року, що збільшить остаточну довжину A1 до 74 км.

## Історія
Витоки автомагістралі A1 знаходяться в Західній об’їзній дорозі Віндгука, побудованій під час правління Південної Африки в 1970-х роках, а ділянка на північ від розв’язки B6 / C28 відповідає стандартам автостради. B1, яка тоді проходила через центральний Віндгук, була перенесена на Західну об’їзну після її відкриття.
На початку 2010-х років розпочався проект модернізації B1 між північним кінцем Західної об’їзної дороги та Окаханджа, який буде побудований у чотири секції. Етап 1 і Фаза 2 були виконані як реконструкція існуючої дороги В1, причому Фаза 1 відновлювала нешляхову ділянку Західної об’їзної дороги між Кляйне Куппе та розв’язкою B6/C28 (включаючи будівництво другої проїжджої частини, яка не була зроблена під час початкове будівництво Західної об’їзної дороги) та Етап 2 реконструкції ділянки автомагістралі Західної об’їзної дороги до Бракуотера.

## Дивись також
- Транспорт Намібії